# 貝伯巴赫河
52°03′41″N 9°16′56″E / 52.061459°N 9.282112°E
貝伯巴赫河（德語：Beberbach），是德國的河流，位於該國西部，流經北萊茵-威斯特法倫州和下薩克森州，屬於威悉河的左支流，河道全長10.4公里，流域面積41.7平方公里。